# Олівія Санчес
Олівія Санчес (фр. Olivia Sanchez; нар. 17 листопада 1982) — колишня французька тенісистка.
Найвищу одиночну позицію світового рейтингу — 90 місце досягла 9 червня 2008, парну — 427 місце — 6 грудня 2010 року.
Здобула 12 одиночних та 1 парний титул.
Найвищим досягненням на турнірах Великого шолома було 2 коло в одиночному розряді.
Завершила кар'єру 2012 року.

## Фінали ITF
| турніри $100,000 |
| турніри $75,000  |
| турніри $50,000  |
| турніри $25,000  |
| турніри $10,000  |

### Одиночний розряд (12–10)
| Результат | Ранг | Дата              | Турнір                         | Покриття   | Суперниця               | Рахунок            |
| --------- | ---- | ----------------- | ------------------------------ | ---------- | ----------------------- | ------------------ |
| Поразка   | 1.   | 29 червня 1998    | Мон-де-Марсан, Франція         | Ґрунт      | Стефані Тестар          | 2–6, 5–7           |
| Перемога  | 1.   | 1 листопада 1999  | Сен-Рафаель (Вар), Франція     | Тверде (i) | Магдалена Кучерова      | 6–1, 1–6, 7–5      |
| Поразка   | 2.   | 15 листопада 1999 | Довіль (Кальвадос), Франція    | Ґрунт (i)  | Віржіні Раззано         | 4–6, 5–7           |
| Поразка   | 3.   | 18 вересня 2000   | Сандерленд, Велика Британія    | Тверде (i) | Ганна Коллін            | 3–6, 3–6           |
| Поразка   | 4.   | 30 вересня 2001   | Сандерленд, Велика Британія    | Тверде (i) | Софія Арвідссон         | 3–6, 6–2, 0–6      |
| Поразка   | 5.   | 27 січня 2002     | Бельфор, Франція               | Тверде (i) | Сандра Клезель          | 4–6, 4–6           |
| Поразка   | 6.   | 1 травня 2006     | Вік (Іспанія), Іспанія         | Ґрунт      | Нурія Санчес Гарсія     | 2–6, 6–7(8–10)     |
| Перемога  | 2.   | 19 червня 2006    | Монпельє, Франція              | Ґрунт      | Стефані Вонгсуті        | 6–7(6–8), 6–0, 6–0 |
| Поразка   | 7.   | 23 липня 2006     | Віттель, Франція               | Ґрунт      | Ярміла Вулф             | 4–6, 0–6           |
| Перемога  | 3.   | 19 вересня 2006   | Мадрид, Іспанія                | Тверде     | Кеті О'Браєн            | 6–7(7–9), 6–4, 6–4 |
| Поразка   | 8.   | 8 липня 2007      | Мон-де-Марсан, Франція         | Ґрунт      | Анна Герасімоу          | 3–6, 6–2, 4–6      |
| Перемога  | 4.   | 5 серпня 2007     | Віго, Іспанія                  | Тверде     | Марина Еракович         | w/o                |
| Перемога  | 5.   | 4 серпня 2007     | Коїмбра, Португалія            | Тверде     | Неуза Сілва             | 7–6(10–8), 6–1     |
| Перемога  | 6.   | 3 вересня 2007    | Денен, Франція                 | Ґрунт      | Анастасія Якімова       | 6–2, 1–6, 6–1      |
| Перемога  | 7.   | 28 жовтня 2007    | Мехіко, Мексика                | Тверде     | Штефані Фогт            | 2–6, 6–2, 6–2      |
| Перемога  | 8.   | 1 лютого 2010     | Ранчо-Міраж (Каліфорнія), США  | Тверде     | Тадея Маєрич            | 7–5, 6–0           |
| Перемога  | 9.   | 8 лютого 2010     | Лагуна-Нігел (Каліфорнія), США | Тверде     | Менді Мінелла           | 6–3, 6–4           |
| Поразка   | 9.   | 9 травня 2010     | Ріо-де-Жанейро, Бразилія       | Ґрунт      | Б'янка Ботто            | 2–6, 6–1, 4–6      |
| Перемога  | 10.  | 16 травня 2010    | Ріо-де-Жанейро, Бразилія       | Ґрунт      | Б'янка Ботто            | 6–4, 6–3           |
| Перемога  | 11.  | 4 червня 2010     | Пособланко, Іспанія            | Тверде     | Беатріс Гарсія-Відагані | 6–3, 6–4           |
| Поразка   | 10.  | 18 липня 2010     | Контрексевіль, Франція         | Ґрунт      | Єлена Докич             | 6–4, 3–6, 1–6      |
| Перемога  | 12.  | 25 квітня 2011    | Сан-Северо, Італія             | Ґрунт      | Алісе Мороні            | 6–2, 6–1           |

### Парний розряд (1–0)
| Результат | Ранг | Дата           | Турнір             | Покриття | Партнерка     | Суперниці                | Рахунок       |
| --------- | ---- | -------------- | ------------------ | -------- | ------------- | ------------------------ | ------------- |
| Перемога  | 1.   | 7 вересня 1998 | ITF Денен, Франція | Ґрунт    | Амандін Дюлон | Лінкі Акрон Карін Бейкон | 5–7, 7–5, 6–3 |